# Wallerstein, Donau-Ries
Wallerstein là một đô thị ở huyện Donau-Ries trong bang Bayern nước Đức. Đô thị Wallerstein, Donau-Ries có diện tích 19,45 km².